# Ingrid Walz
Ingrid Walz (* 11. Juni 1936 in Stuttgart) ist eine deutsche Politikerin (FDP).

## Leben
Nach dem Besuch der Volksschule und der Handelsschule absolvierte sie eine kaufmännische Lehre. Seit 1984 war Ingrid Walz selbständige Galeristin und Inhaberin eines Büros für Kunstberatung. Sie war Mitbegründerin und Mitglied im Beirat der baden-württembergischen Kunststiftung. Außerdem war sie langjährige Vorsitzende des Fördervereins bildender Künstler in Stuttgart und Mitglied des Kuratoriums der Landesgirokasse Stuttgart. Walz ist verheiratet und hat eine Tochter.

## Politik
Seit 1962 Mitglied der FDP, wurde Ingrid Walz bei der Landtagswahl 1976 über ein Zweitmandat im Wahlkreis Stuttgart I in den Landtag von Baden-Württemberg gewählt, dessen Mitglied sie bis 1984 war. Von 1985 bis 1991 war sie stellvertretende Landesvorsitzenden der FDP Baden-Württemberg. Von 1984 bis zu ihrem Nachrücken in den Bundestag im Januar 1989 war sie Gemeinderätin und FDP-Fraktionsvorsitzende in Stuttgart. Bundestagsabgeordnete war sie bis 1994. Sie leitet den FDP-Landesfachausschuss Wirtschaftliche Zusammenarbeit.
Unterlagen über ihre politische Tätigkeit befinden sich im Archiv des Liberalismus der Friedrich-Naumann-Stiftung für die Freiheit in Gummersbach.